# Henri Larnoe
Alfons Henri „Rik” Larnoe (ur. 18 maja 1897 w Hoboken, zm. 24 lutego 1978 w Zoersel) – belgijski piłkarz występujący podczas kariery na pozycji napastnika. Złoty medalista z Antwerpii.

## Życiorys
Larnoe całą swoją karierę spędził w Beerschot VAC. Czterokrotnie zdobył z nimi mistrzostwo Belgii.
Debiut a zarazem pierwszego gola w reprezentacji Belgii zaliczył 31 sierpnia 1920 roku w meczu półfinałowym Letnich Igrzysk Olimpijskich 1920 z reprezentacją Holandii. Belgowie wygrali ten mecz a później także cały turniej. Brał udział z drużyną także na Letnich Igrzyskach Olimpijskich 1924, lecz tam polegli już w pierwszej rundzie z reprezentacją Szwecji. Ogólnie w kadrze zdobył 11 bramek w 22 spotkaniach.

### Występy w reprezentacji w danym roku
| Repreezentacja | Rok     | Mecze | Bramki |
| -------------- | ------- | ----- | ------ |
| Belgia         | 1920    | 2     | 2      |
| Belgia         | 1921    | 5     | 1      |
| Belgia         | 1922    | 4     | 3      |
| Belgia         | 1923    | 6     | 4      |
| Belgia         | 1924    | 4     | 1      |
| Belgia         | 1925    | 1     | 0      |
| Ogólnie        | Ogólnie | 22    | 11     |